# 查令十字
查令閣（發音：/ˌtʃærɪŋ ˈkrɒs/），或译查靈歌斯、查靈十字、查宁十字等，是位於倫敦西敏市的一个交汇路口，是伦敦的传统中心点，也是英国习惯上的铁路、公路里程零基準點。

## 概要

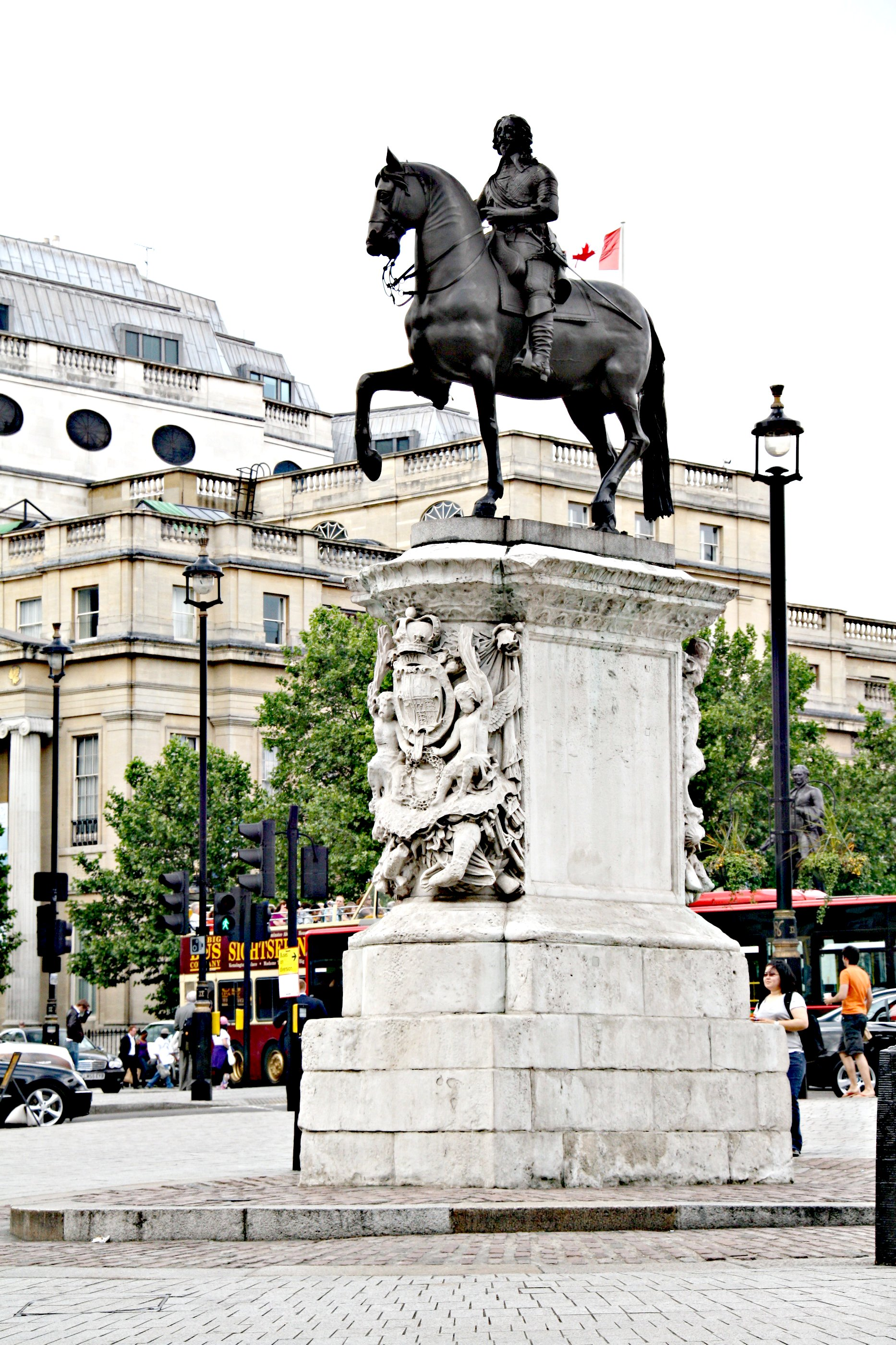
查令十字地点：查理一世骑马铜像。

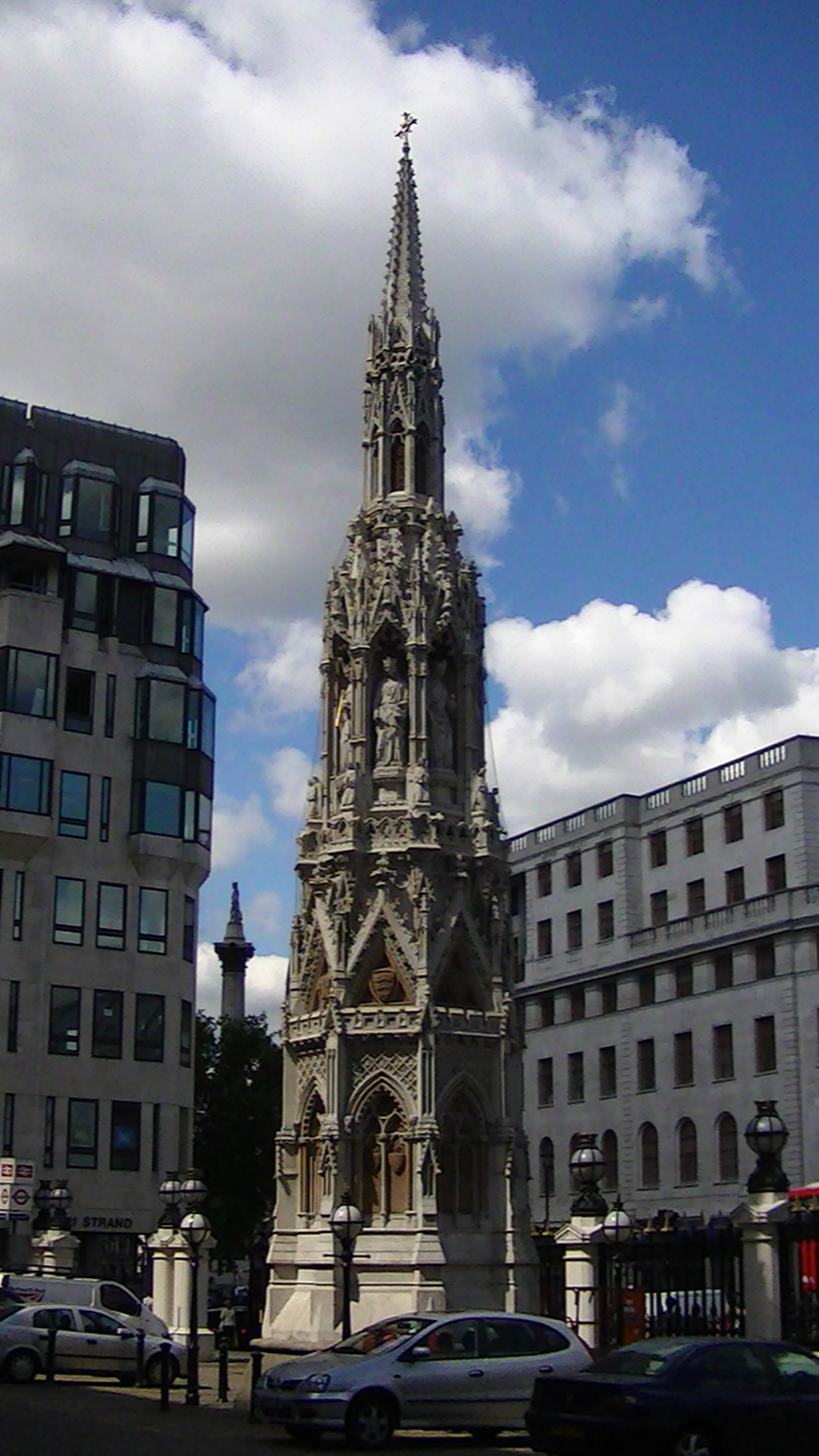
查令十字車站前的重建的埃莉諾十字。

查令閣的准确位置是河岸街、白廳和科克斯珀街（Cockspur Street）三条道路的交汇处，位于特拉法加廣場正南。查令閣得名于古时立于此的一座艾莉諾十字（Eleanor cross）。艾莉諾十字是13世纪末，英王爱德华一世为纪念死去的艾莉諾王后所建的12座顶端为十字架的纪念碑。其中这座纪念碑当时坐落于伦敦城西郊的查令村内，因而被称作“Charing Cross”。查令村的艾莉諾十字在1647年英国内战中被革命派的议会政府下令拆毁，直至王室复辟后的1675年，一座被保皇党保护下来的查理一世骑马铜像被放置在原来艾莉諾十字的位置上，直至今日。
18世纪中叶起，随着伦敦的发展扩张，查令閣开始被认为是伦敦的中心，以至于今天查令閣仍是英国习惯上的公路和铁路里程零基準點。19世纪的多项针对伦敦的法令都将法律有效范围定义为查令閣四周的6或12英里内，不过自从1964年大伦敦地区开始出现在法律中，这些法律上的用法已经逐渐消失了。
1864年，位于查令閣附近的查令閣火车站和相连的查令閣饭店建成，第二年铁路运营商在车站饭店建筑前重建了埃莉諾十字。新的埃莉諾十字位于原建筑遗址以东49米，比原建筑要精美、高大得多。

## 查令閣路
伦敦著名的書店街，查令閣路（Charing Cross Road），因通往查令閣火车站而得名，但并不连接查令閣本身，且街上的书店离查令閣火车站有相当距离，实际位于毗邻的萊斯特廣場地区以及以北路段。查令閣街上有各種專業書店及二手書店坐落，其中最為聞名的是蜉蝣肆书店（Foyles）。西敏市政府所办的查宁阁图书馆（Charing Cross Library）位于查令閣路上，包含伦敦最大的公共中文图书馆，位置靠近查令閣并以此得名。

## 交通

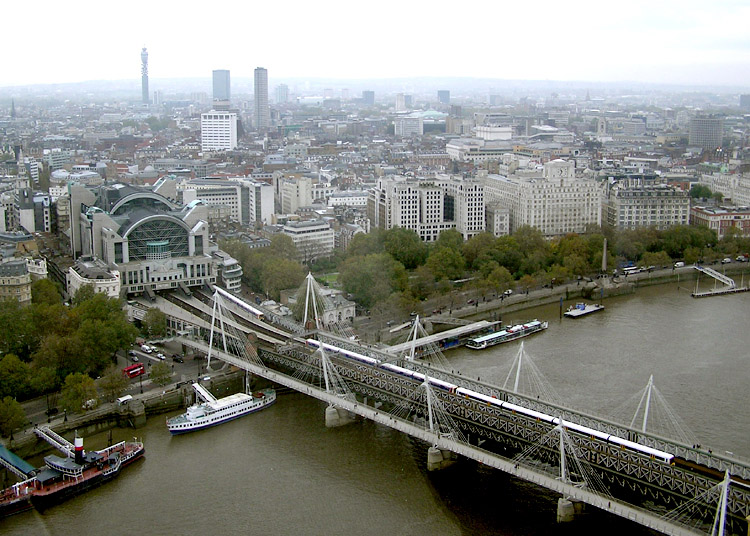
俯瞰亨格福德橋和查令閣火车站（左中央），攝自倫敦眼。

作为伦敦的中心地区，查令閣附近巴士网和地铁站线密集。离查令閣最近的火车站和伦敦地铁站是查令閣火车站，此外附近的主线火车站还包括位于泰晤士河对岸的滑鐵盧東站和滑鐵盧車站。

## 中文译名
由于查令十字接近伦敦唐人街，当地西敏市政府对此地名有官方译法，即“查寧閣”。此外，非正式的常见译法有“查靈歌斯”、“查令十字”、“查靈十字”等，其中“查靈歌斯”主要见于《查令十字路84号》的中文译名（即译为《查靈歌斯路84號》）。